# Eishockey-Eredivisie (Belgien) 1998/99
Die Saison 1998/99 war die 79. Spielzeit der Eredivisie, der höchsten belgischen Eishockeyspielklasse. Meister wurde zum insgesamt zehnten Mal in der Vereinsgeschichte Olympia Heist op den Berg.

## Modus
Zunächst nahmen die Mannschaften am Coupe des Plats Pays teil, der ausschlaggebend für die Teilnahme an der Eredivisie-Spielzeit war. Die vier bestplatzierten Mannschaften des Coupe des Plats Pays qualifizierten sich für die Eredivisie-Hauptrunde, die übrigen beiden Teilnehmer des Coupe des Plats Pays mussten anschließend im Verbandspokal antreten. Die drei bestplatzierten Mannschaften der Eredivisie-Hauptrunde qualifizierten sich für die Finalrunde, während der Letztplatzierte der Eredivisie-Hauptrunde um den Einzug in die Finalrunde gegen den Gewinner des Verbandspokals antreten musste. Die beiden Erstplatzierten der Eredivisie-Finalrunde qualifizierten sich für das Meisterschaftsfinale. Für einen Sieg erhielt jede Mannschaft drei Punkte, bei einem Unentschieden gab es einen Punkt und bei einer Niederlage null Punkte.

## Hauptrunde

### Tabelle
|    | Klub                      | Sp | S | U | N | T  | GT | Punkte |
| -- | ------------------------- | -- | - | - | - | -- | -- | ------ |
| 1. | Olympia Heist op den Berg | 6  | 3 | 1 | 2 | 39 | 33 | 7      |
| 2. | Griffoens Geel            | 6  | 3 | 1 | 2 | 45 | 36 | 7      |
| 3. | HYC Herentals             | 6  | 3 | 0 | 3 | 37 | 39 | 6      |
| 4. | IHC Leuven                | 6  | 2 | 0 | 4 | 33 | 46 | 4      |

Sp = Spiele, S = Siege, U = Unentschieden, N = Niederlagen

#### Entscheidungsspiel um den Finalrundeneinzug
- Yeti Bears Eeklo – IHC Leuven 2:15

## Finalrunde
|    | Klub                      | Sp | S | U | N | T  | GT | Punkte |
| -- | ------------------------- | -- | - | - | - | -- | -- | ------ |
| 1. | HYC Herentals             | 6  | 4 | 1 | 1 | 41 | 31 | 9      |
| 2. | Olympia Heist op den Berg | 6  | 3 | 1 | 2 | 33 | 34 | 7      |
| 3. | IHC Leuven                | 6  | 3 | 0 | 3 | 34 | 33 | 6      |
| 4. | Griffoens Geel            | 6  | 1 | 0 | 5 | 31 | 41 | 2      |

Sp = Spiele, S = Siege, U = Unentschieden, N = Niederlagen

## Playoffs

### Spiel um Platz drei
- Griffoens Geel – IHC Leuven 5:5/0:7

### Finale
- Olympia Heist op den Berg – HYC Herentals 6:3/5:4